# Ierland op het Eurovisiesongfestival 1996
Ierland nam deel aan het Eurovisiesongfestival 1996 in Oslo, Noorwegen.
Het was de 30ste deelname van Ierland aan het festival.
De nationale omroep RTE was verantwoordelijk voor de bijdrage van Ierland voor 1996.

## Selectieprocedure
De Ierse Nationale finale werd gehouden op 3 maart 1996 in het Point Theatre in Dublin en werd uitgezonden door de RTÉ, gepresenteerd door Pat Kenny.
Acht acts deden mee in de finale en de winnaar werd gekozen door 10 regionale jury's..

| Volgorde | Lied                   | Artiest                        | Punten | Plaats |
| -------- | ---------------------- | ------------------------------ | ------ | ------ |
| 1        | "Gotta Know Right Now" | Rob Burke Band                 | 76     | 3de    |
| 2        | "Missing You"          | Dav McNamara                   | 84     | 2de    |
| 3        | "Once Again"           | William Byrne & Lorraine Nolan | 61     | 5de    |
| 4        | "The voice"            | Eimear Quinn                   | 105    | 1ste   |
| 5        | "This Time"            | Marion Fossett                 | 40     | 8ste   |
| 6        | "Find My Way"          | Yvonne Holmes                  | 73     | 4de    |
| 7        | "Amhrán an Ronnach"    | Seán Monaghan                  | 61     | 5de    |
| 8        | "Worlds Apart"         | Maura Donaghy                  | 50     | 7de    |

## In Oslo
In Noorwegen moest Ierland aantreden als 17de, na België en voor Finland.
Op het einde van de puntentelling bleek dat Ierland voor de 7de - en voorlopig laatste keer - 1ste was geworden met een score van 162 punten.
Men ontving 7 keer het maximum van de punten.
Nederland en België hadden respectievelijk 12 en 3 punten over voor deze inzending.

### Gekregen punten

#### Finale
| 12 punten                                                                                | 10 punten                           | 8 punten   | 7 punten                          | 6 punten             |
| ---------------------------------------------------------------------------------------- | ----------------------------------- | ---------- | --------------------------------- | -------------------- |
| - Bosnië en Herzegovina - Estland - Nederland - Polen - Slovenië - Turkije - Zwitserland | - Finland - Griekenland - Noorwegen | - Portugal | - Oostenrijk - Slowakije - Zweden | - Cyprus - Frankrijk |
| 5 punten                                                                                 | 4 punten                            | 3 punten   | 2 punten                          | 1 punt               |
|                                                                                          | - Malta                             | - België   |                                   |                      |

### Punten gegeven door Ierland

#### Finale
Punten gegeven in de finale:
| 12 punten | Zweden              |
| 10 punten | IJsland             |
| 8 punten  | Oostenrijk          |
| 7 punten  | Noorwegen           |
| 6 punten  | Kroatië             |
| 5 punten  | Nederland           |
| 4 punten  | Zwitserland         |
| 3 punten  | Verenigd Koninkrijk |
| 2 punten  | Estland             |
| 1 punt    | Cyprus              |

1965 · 1966 · 1967 · 1968 · 1969 · 1970 · 1971 · 1972 · 1973 · 1974 · 1975 · 1976 · 1977 · 1978 · 1979 · 1980 · 1981 · 1982 · 1983 · 1984 · 1985 · 1986 · 1987 · 1988 · 1989 · 1990 · 1991 · 1992 · 1993 · 1994 · 1995 · 1996 · 1997 · 1998 · 1999 · 2000 · 2001 · 2002 · 2003 · 2004 · 2005 · 2006 · 2007 · 2008 · 2009 · 2010 · 2011 · 2012 · 2013 · 2014 · 2015 · 2016 · 2017 · 2018 · 2019 · 2020 · 2021 · 2022 · 2023 · 2024 · 2025